# جمهوری خودمختار سوسیالیست شورایی مولداوی
جمهوری خودمختار سوسیالیست شورایی مولداوی 
(به مولداویایی: Република Аутономэ Советикэ Cочиалистэ Молдовеняскэ) یک جمهوری خودگردان تحت جمهوری شوروی سوسیالیستی اوکراین بود که از ۱۲ اکتبر ۱۹۲۴ تا ۲ اوت ۱۹۴۰ برقرار بود. این جمهوری شامل ترانس‌نیستریای کنونی بود.